# Salvatoria yraidae
Salvatoria yraidae är en ringmaskart som först beskrevs av San Martín 1984.  I den svenska databasen Dyntaxa används istället namnet Grubeosyllis yraidae. Enligt Catalogue of Life ingår Salvatoria yraidae i släktet Salvatoria och familjen Syllidae, men enligt Dyntaxa är tillhörigheten istället släktet Grubeosyllis och familjen Syllidae. Arten har ej påträffats i Sverige. Inga underarter finns listade i Catalogue of Life.